# Helmsley Building
Das Helmsley Building ist ein denkmalgeschützter Wolkenkratzer in Manhattan in New York City. Das nach seiner Fertigstellung New York Central Building genannte Gebäude diente einst der New York Central Railroad Company als Hauptsitz.

## Beschreibung

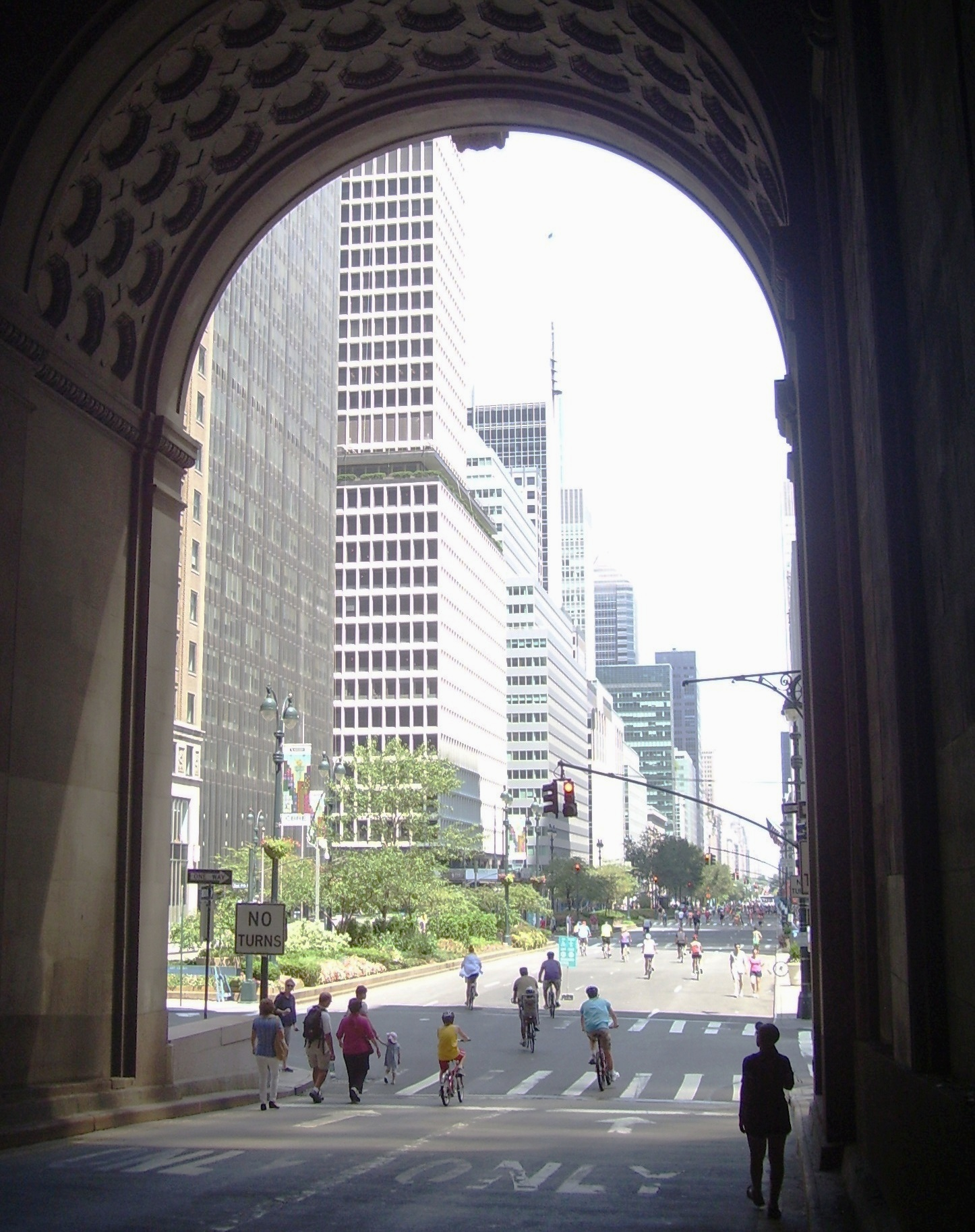
Ausfahrt aus dem östlichen Portal Richtung Norden

Das Bürogebäude befindet sich auf der Park Avenue zwischen der 45th und 46th Street in Midtown Manhattan. Es steht nördlich dem Grand Central Terminal und dem Stadtbild prägenden Nachbargebäude MetLife Building quer auf der Park Avenue. Der Fahrzeugverkehr wird je Richtung durch im Gebäudesockel befindliche Straßentunnel geleitet. Während Richtung Süden die Avenue direkt auf das westliche Tunnelportal zuführt, wird Richtung Norden die Avenue zuerst über den Park Avenue Viaduct (auch Pershing Square Viaduct) um die Gebäude des Terminals und des MetLife Buildings herumgeleitet und dann zum östlichen Tunnelportal geführt. Unter dem Wolkenkratzer verlaufen Gleise des Grand Central Terminals.
Das Helmsley Building wurde von dem Architekturbüro Warren & Wetmore entworfen und von 1927 bis 1929 im Beaux-Arts-Stil erbaut. Der Wolkenkratzer ist 172,2 m hoch und hat 34 Etagen. Beim Bau des Gebäudes wurde erheblicher Wert auf die ästhetische Ausgestaltung gelegt. Zum Beispiel ließ die Eisenbahngesellschaft über dem Eingangsportal eine monumentale Skulptur anbringen mit einer zentralen Uhr mit einem Ziffernblattdurchmesser von 2,70 m, flankiert von den römischen Gottheiten Merkur und Ceres, die Transport und Industrie repräsentieren. Das knapp sechs Meter hohe und 14 Meter breite Gesamtensemble wurde von dem Bildhauer Edward McCartan geschaffen. Nach seiner Fertigstellung war das Helmsley Building bis zur 1963 erfolgten Errichtung des 246 m hohen MetLife Building das höchste Gebäude im Terminal-City-Komplex rund um dem Grand Central Terminal zwischen der 41st und 46th Street. Aufgrund der Situation, dass die Park Avenue von Norden geradewegs auf das Helmsley Building zuführt, dient das Gebäude noch aus der Ferne als Orientierungspunkt auf dieser stark befahrenen Straße.
Eine erste Umbenennung in New York General Building fand 1958 statt mit dem Verkauf des Gebäudes an die General Tire and Rubber Company. Seinen heutigen Namen erhielt das Hochhaus 1978 mit dem Weiterverkauf an Harry Helmsley (1909–1997), zu seinen Lebzeiten einer der größten Immobilien-Tycoone der USA. Am 31. März 1987 wurde das Helmsley Building von der Landmarks Preservation Commission zum Wahrzeichen der Stadt New York erklärt. 1998 verkaufte die Ehefrau von Harry Helmsley, Leona Helmsley (1920–2007), den Büroturm an das Max Capital Management mit der Vereinbarung, dass der Name des Gebäudes beibehalten wird. 2005 gelangte das Gebäude in den Besitz der Investmentfirma Istithmar World aus Dubai. Goldman Sachs erwarb 2007 von dieser den Wolkenkratzer für etwa eine Milliarde US-Dollar und verkaufte ihn 2015 für 1,2 Milliarden US-Dollar an die Immobilienfirma RXR Realty, die mit Stand 2023 der aktuelle Eigentümer ist. Der Büroturm ist eines von 41 Gebäuden in Manhattan, die 2019 eine eigene Postleitzahl (Zip Code) erhielten. Dem Helmsley Building wurde der ZIP-Code „10169“ zugewiesen. 2021 veranlasste RXR Realty eine Renovierung der Gebäudefassade. In der Nachhaltigkeit hat das Gebäude vom U.S. Green Building Council die LEEDv3 Gold-Zertifizierung erhalten.

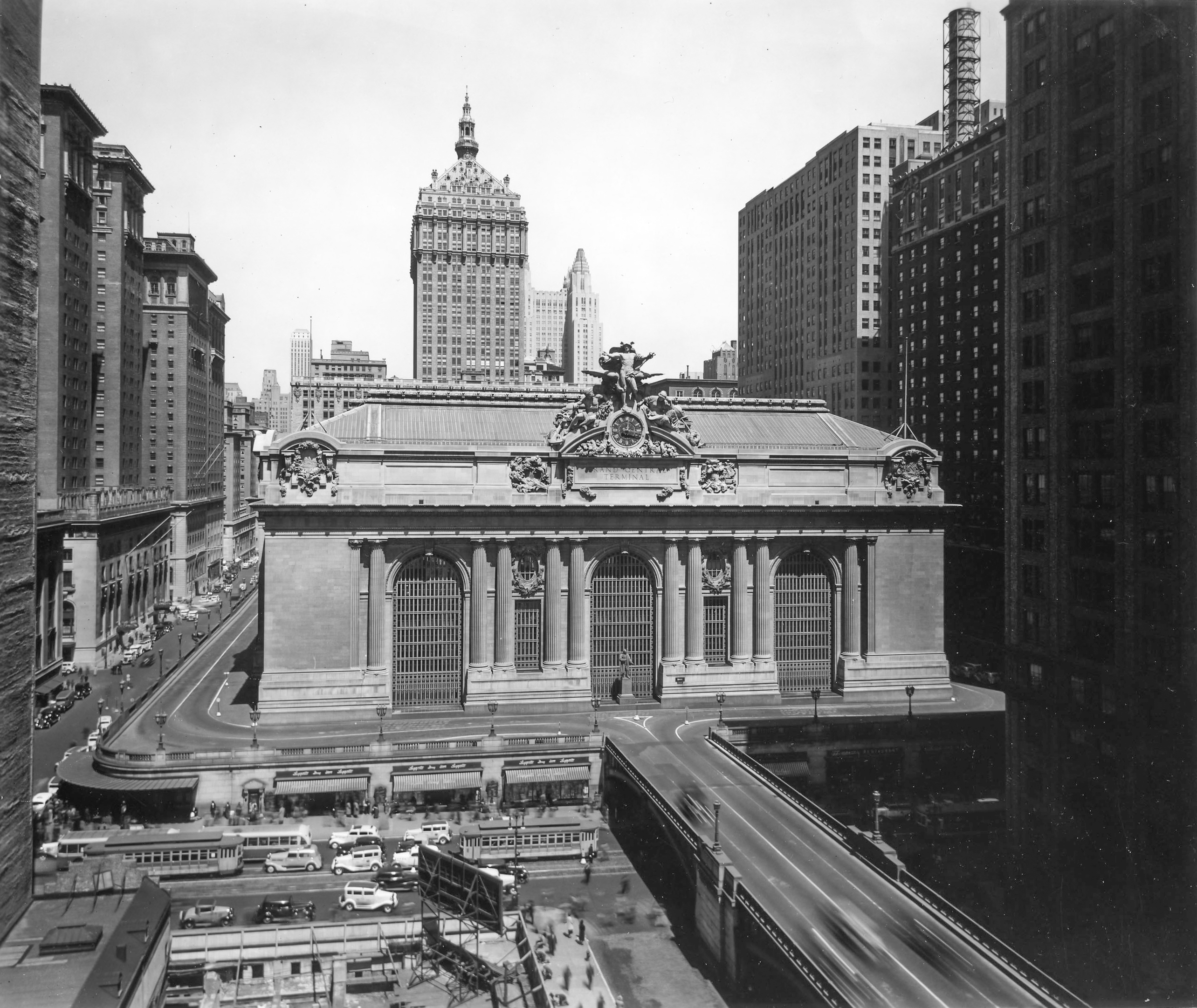
Grand Central Terminal (vorn) und Helmsley Building 1944
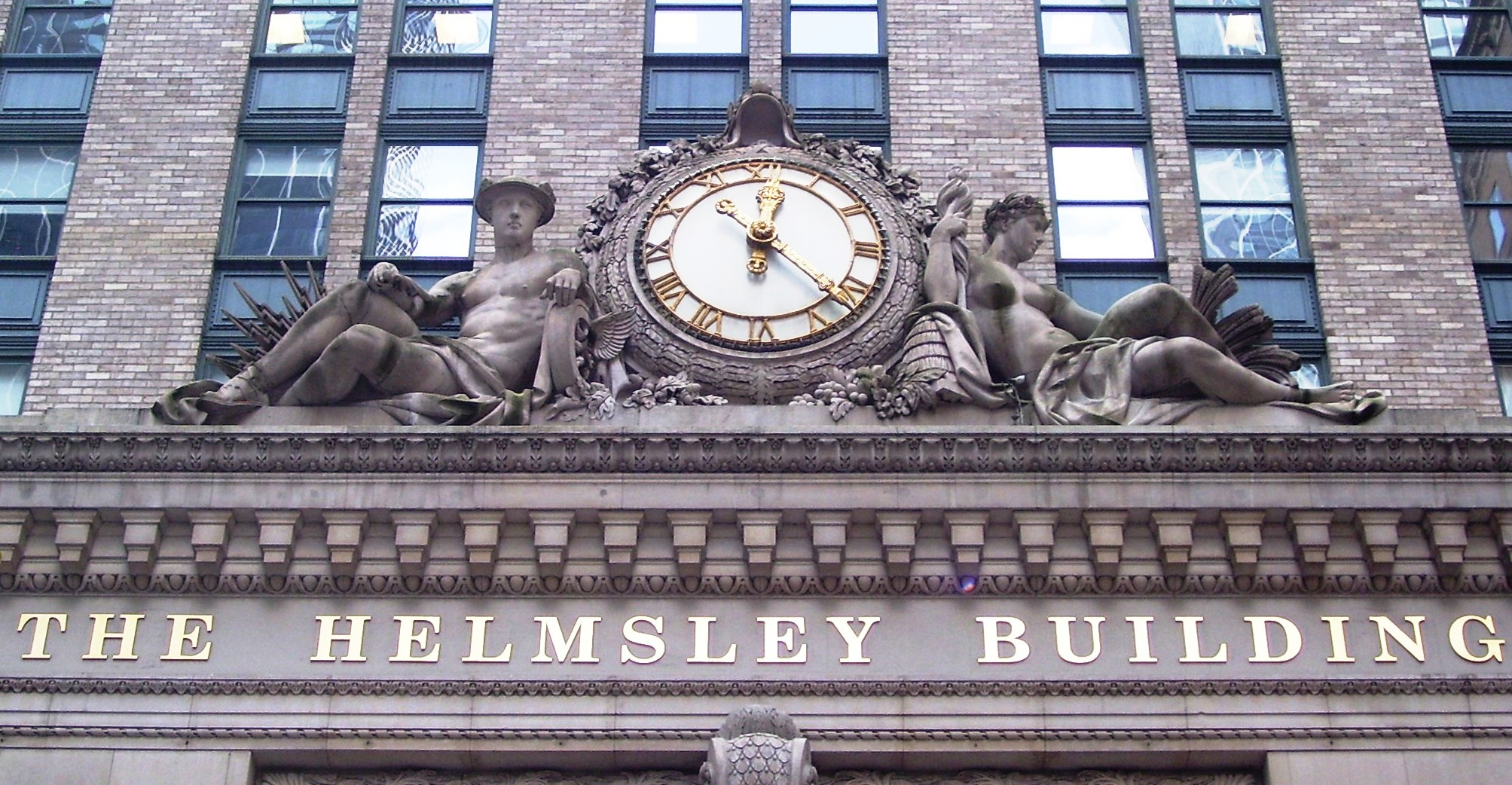
Skulptur von Edward McCartan über dem Eingangsportal
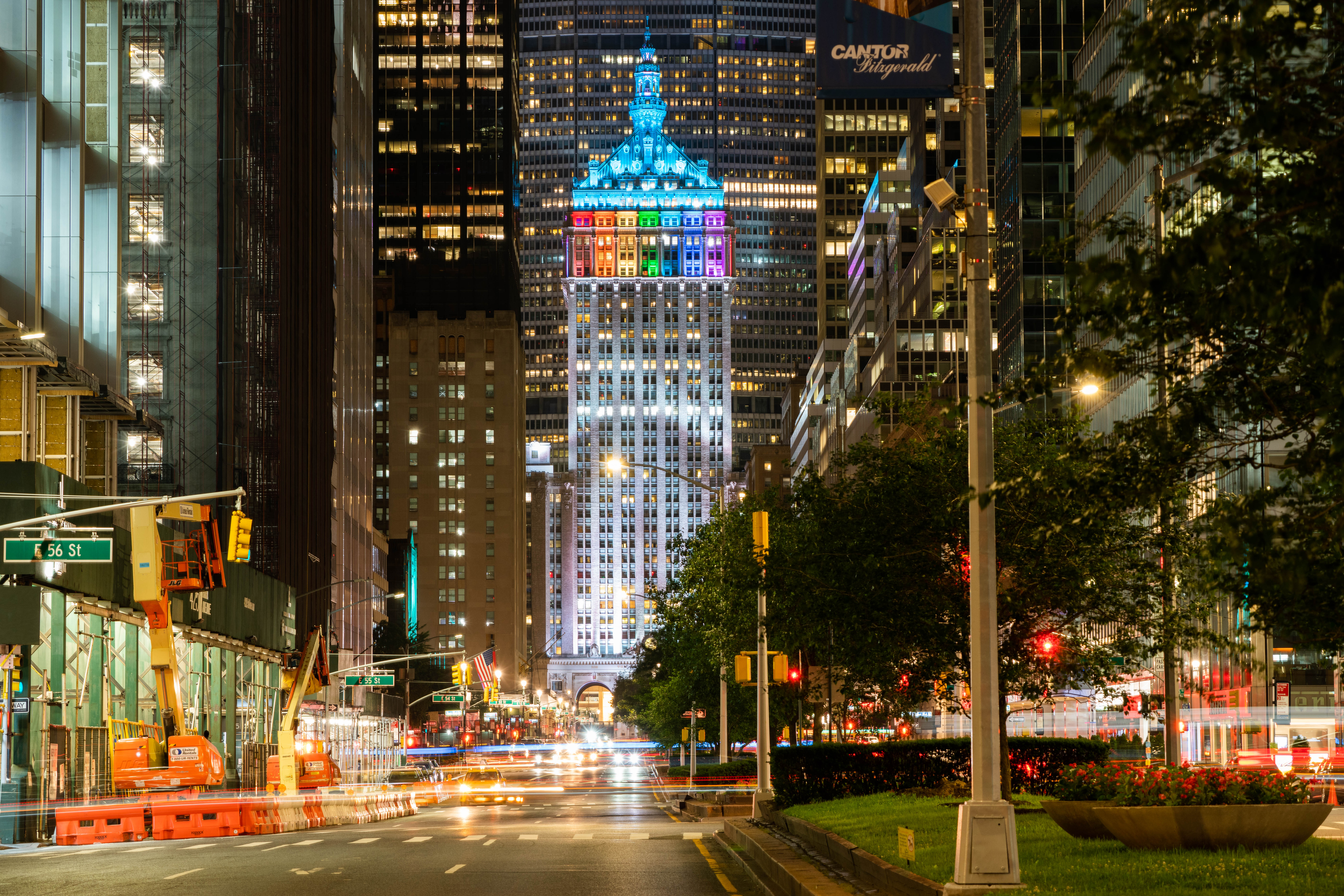
Das Gebäude bei Nacht mit LGBT-Pride-Beleuchtung
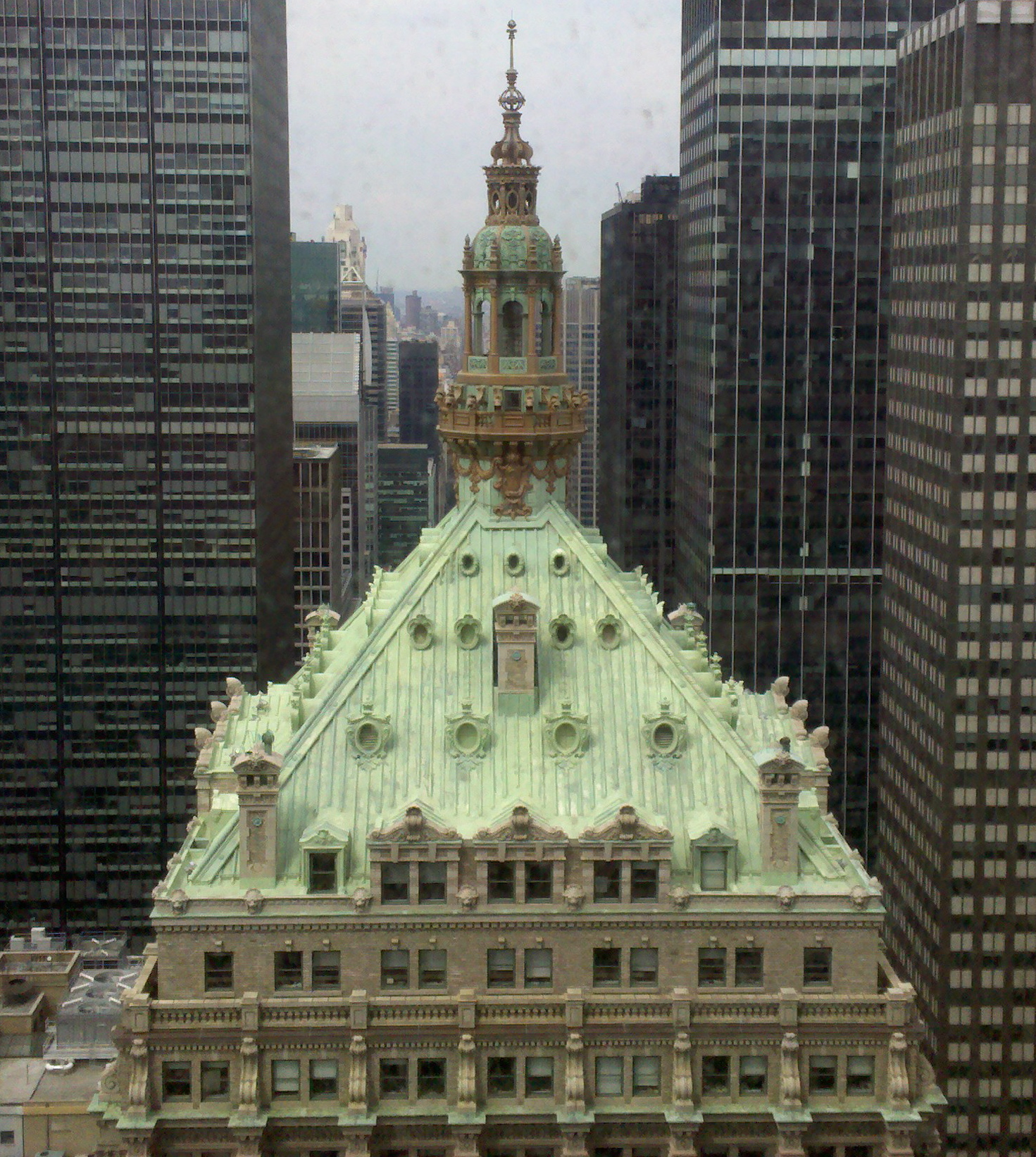
Dach und Turm des Gebäudes
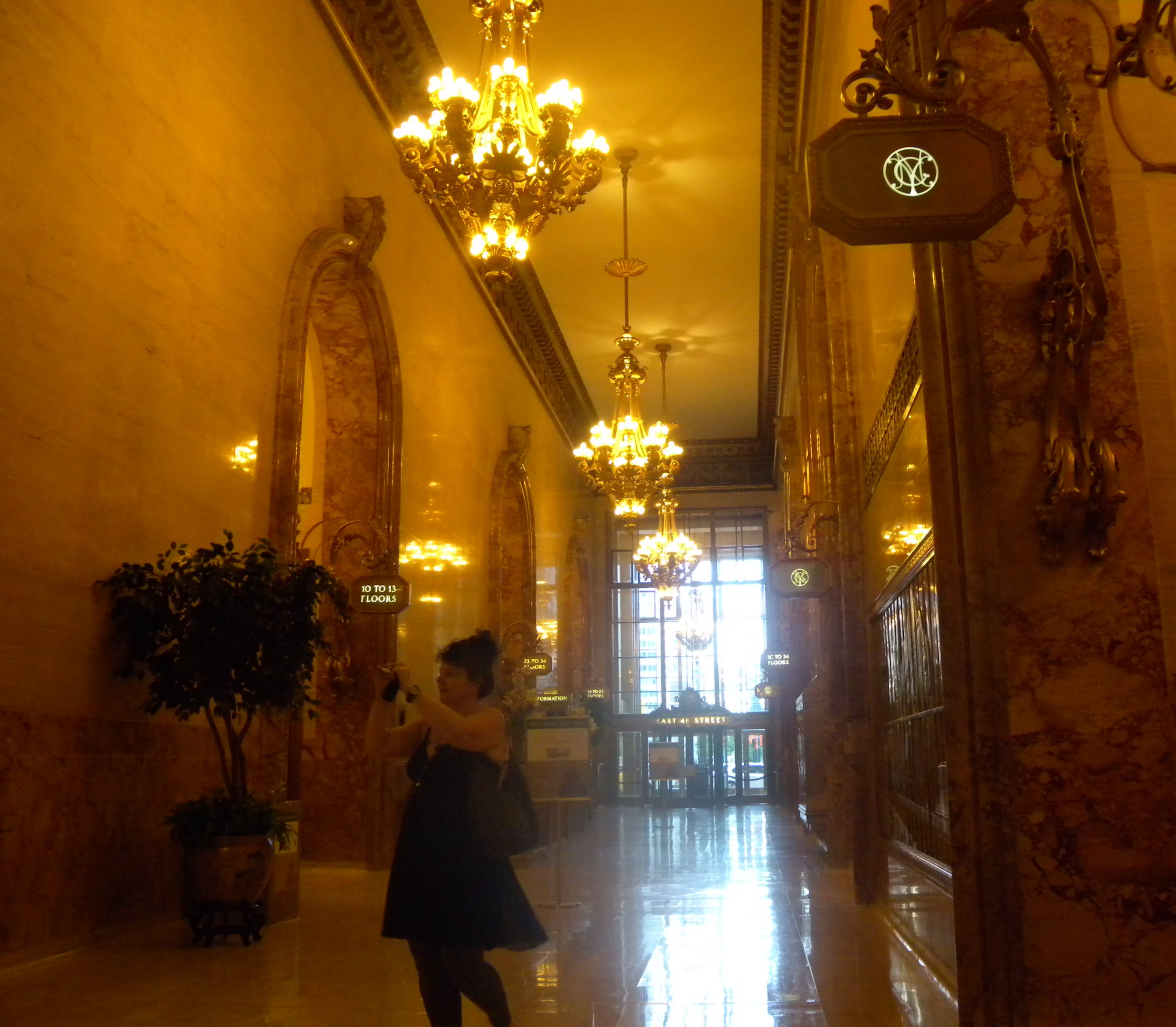
Lobby und Haupteingang befinden sich zwischen den Tunnelportalen